# Newedge
Newedge est une société de courtage filiale de la Société générale. Anciennement filiale commune à 50/50 de Crédit agricole Corporate and Investment Bank et de la Société Générale, créée en 2007 par fusion de Calyon Financial et de la Fimat. Newedge revendique une position de « leader mondial de l’exécution et du clearing sur produits dérivés cotés ».
L’objectif des deux actionnaires était initialement d’introduire en Bourse Newedge dans un délai de 18 à 24 mois après sa création (soit en 2008 ou 2009).
En novembre 2013, la Société générale annonce sa volonté d'acquérir la totalité de Newedge, une opération effective officiellement le 7 mai 2014.

## Métiers
Newedge réalise des opérations de compensation et d’exécution d'ordres pour les options et contrats à terme de produits financiers, de matières premières, de produits de taux, de change, d'actions. Ceci sur 70 marchés dans le monde.
Les clients de Newedge sont des investisseurs institutionnels.